# جزیره حاجی حسین
جزیره حاجی حسین جزیره‌ای ایرانی در اروندرود است. این جزیره در مقابل روستای شلحه حاجی حسین در شهرستان آبادان استان خوزستان قرار دارد.